# Arnaldo dos Reis Araújo
Arnaldo dos Reis Araújo (14 de maio de 1913, Ainaro, Timor Português - 24 de janeiro de 1988, Díli, Timor Timur) era político em Timor Timur e foi um membro da APODETI. Foi fundador em 27 de maio de 1974 com o apoio da Indonésia para operar a colónia de timorenses. Foi um administrador do território de Timor após a sua invasão pela Indonésia a 7 de dezembro de 1975. Em 17 de dezembro de 1975, constitui o "governo provisório" de Timor-Leste tendo a situação sido mantida até 17 de julho de 1976, quando a Indonésia "proclamou", pelo parlamento indonésio, como a 27.ª província Timor Timur da República da Indonésia.
Exerceu 1.º o cargo de Presidente do Governo Provisional entre 17 de dezembro de 1975 e 17 de julho de 1976 e como Governador em Timor, entre 1976 e 1978. Tendo sido antecedido por Nicolau dos Reis Lobato e sucedido por Guilherme Maria Gonçalves.

## Vida
De fevereiro de 1946 a 25 de abril de 1974, segundo algumas fontes, Araújo foi preso por colaborar com os japoneses durante a ocupação entre 1942 e 1945. Ele foi o chefe das Colunas Negras, que lutaram contra soldados aliados no lado japonês e também mataram muitos timorenses, segundo os relatos seriam perto de 50.000, e portugueses. Ele também foi catequista durante esse período, professor de religião. Após nove anos no exílio em Ataúro, regressou a Díli como professor e mais tarde foi "criador de gado da região do Sul" da ilha. José Ramos-Horta declarou no seu livro que Arnaldo dos Reis Araújo foi o único timorense a ser condenado a crimes de guerra na Segunda Guerra Mundial.
Após a sua libertação da prisão, Arnaldo dos Reis Araújo, que era tio de Abílio de Araújo, que foi mais tarde o representante da FRETILIN, em Lisboa, tornou-se presidente do recém-formado Associação Popular Democrática de Timor (APODETI). Para chefe estrategista, no entanto, foi seu secretário-geral, José Fernando Osório Soares, que estava anteriormente na ASDT.
Em 11 agosto de 1975, a UDT tentou tomar o poder com um golpe de Estado no Timor português. A FRETILIN, que era da esquerda, conseguiu afirmar-se na curta guerra civil e assumir o controle de Timor-Leste. Devido à ameaça indonésia, a FRETILIN declarou unilateralmente a independência de Portugal em 28 de novembro de 1975.
Em 7 de dezembro de 1975, a Indonésia iniciou uma invasão em larga escala de Timor-Leste. No mesmo dia, soldados indonésios libertaram Araújo de uma prisão da FRETILIN na capital, Díli. No dia seguinte, ele fez um discurso na rádio para os timorenses a partir de Cupão. Em 17 de dezembro, Araújo tornou-se presidente do Governo Provisório de Timor-Leste (PGTL), um governo fantoche sob liderança indonésia composto por membros da APODETI e da UDT. A "Assembleia Regional Popular" foi convocada pelo presidente do Governo Provisório de Timor-Leste, em 31 de maio de 1976, "na qual 28 delegados assinaram uma petição solicitando a Suharto que concedesse a integração".
Araújo ocupou esse cargo até 17 de julho de 1976, quando Timor-Leste foi oficialmente incorporado pela Indonésia como a 27.ª província de Timor Timur. Em 4 de agosto, Araújo foi nomeado governador de Timor Timur. No entanto, ele perdeu o cargo em 1978, depois de criticar publicamente a Indonésia e o presidente Suharto. Seu sucessor foi Guilherme Maria Gonçalves.
Araújo viveu mais tarde em Jacarta por um tempo.